# Henley-in-Arden
Pour les articles homonymes, voir Henley et Arden.
Pour la ville dans l'Oxfordshire, voir Henley-on-Thames.
Henley-in-Arden est une ville du Warwickshire, en Angleterre. Elle est située à environ 15 km à l'ouest de Warwick, dans la vallée de l'Alne (en). Au moment du recensement de 2001, elle comptait 2 011 habitants.